# Morfologie (lingvistică)
În lingvistică, termenul „morfologie” (cf. cuvintele grecești morphé „formă” + lógos „studiu”) denumește în mod tradițional acea ramură a gramaticii care studiază forma cuvintelor, în opoziție cu sintaxa, care se ocupă cu funcțiile cuvintelor și ale unor entități mai mari decât acestea. Cu alte cuvinte, morfologia studiază paradigmele cuvintelor și organizarea categoriilor gramaticale, iar sintaxa – succesiunea cuvintelor, relațiile sintagmatice.
Termenul se folosește și în sensul de structură morfologică, adică parte a structurii gramaticale a unei limbi.
Morfologia nu are aceeași importanță pentru toate limbile. Este importantă mai ales pentru limbile numite sintetice, fie că sunt flexionare sau aglutinante, și mult mai puțin pentru limbile numite izolante, în care cuvintele sunt în general invariabile.
Din punctul de vedere al stadiilor unei limbi pe care o studiază, există morfologie descriptivă (sincronică), ce descrie structura morfologică a limbii într-un moment dat al dezvoltării ei, și morfologie istorică (diacronică), ce studiază evoluția structurii morfologice a limbii și perspectivele de dezvoltare a acesteia. Mai există și morfologie comparativă, care se ocupă în paralel de evoluția structurii morfologice a două sau mai multe limbi (mai ales înrudite), de exemplu încercând să stabilească criterii ce determină relațiile tipologice dintre limbi.

## Aspecte studiate de morfologie
Prin studiul formei cuvintelor se înțelege studiul a cel puțin două aspecte.
Unul din acestea este cel al structurii interne a cuvântului, al regulilor după care iau ființă formele acestuia, al modului în care se combină morfemele care constituie cuvântul, altfel spus al regulilor modificării formei sale. Formele luate de cuvinte sunt, în primul rând, cele pentru exprimarea a diverse categorii gramaticale (morfologice). Acestea pot fi, în funcție de limbă, genul, cazul, numărul, persoana, diateza, modul, timpul, aspectul etc. În termeni tradiționali, modificările de formă sunt numite declinare și conjugare.
Alt aspect este gruparea cuvintelor în clase lexico-gramaticale cu trăsături distincte (părți de vorbire), care nu privește numai cuvintele a căror formă se modifică (părți de vorbire variabile, în gramaticile limbii române numite flexibile), ci și pe al celor care nu suferă modificări (părți de vorbire invariabile, neflexibile).

## Raportul morfologiei cu alte ramuri ale lingvisticii
Morfologia se ocupă în mod predilect de structura morfologică, dar aceasta nu este separată de niciunul din domeniile limbii, de aceea există interferențe între morfologie și celelalte ramuri ale lingvisticii.

### Morfologia și semantica
Legătura morfologiei cu semantica este foarte strânsă, din mai multe puncte de vedere. În primul rând, morfemele care constituie cuvântul sunt purtătoare de sens. În al doilea rând, o aceeași formă poate avea sensuri gramaticale diferite în funcție de împrejurările folosirii sale. De exemplu, forma de indicativ prezent a verbului poate avea și sens de viitor.
Din alt punct de vedere, morfologia are legătură cu semantica prin faptul că unele forme ale cuvintelor pot exprima modalitatea, aceasta fiind o categorie care exprimă atitudinea vorbitorului față de cele exprimate în propoziție. Astfel, de pildă, formele modale personale ale verbului românesc exprimă, în principiu, certitudinea realizării acțiunii (indicativul), posibilitatea propriu-zisă (conjunctivul), posibilitatea condiționată (condiționalul), posibilitatea dorită (optativul), posibilitatea ipotetică (prezumtivul), posibilitatea cerută (imperativul).

### Morfologia și fonetica/fonologia
Legătura dintre morfologie și fonetică/fonologie se reflectă și în existența unei discipline lingvistice intermediare, morfofonologia, care studiază factorii fonologici ce afectează morfemele sau, în mod corespunzător, factorii gramaticali care afectează fonemele. În acest domeniu intră alcătuirea fonologică a morfemelor, diferențele fonologice dintre variantele morfemelor și schimbările fonologice din zona de contact a două morfeme. Exemple de fenomene morfofonologice sunt alternanțele fonetice asociate sau nu cu adăugarea de sufixe. Exemple :
- între variantele unei vocale: fr  répéter [ʁe.pe'te] „a repeta” ~ il/elle répète [ʁe'pɛt] „repetă”[13];
- între vocale diferite: en  sing „a cânta” etc. ~ sang „(eu) cântai” etc. » ~ sung „chantat, -ă” ~ song „cântec”[14];
- între o vocală și absența ei: sr  borac „luptător” ~ borcu „luptătorului” (cazul dativ)[15];
- între consoane diferite: fr  neuf [nœf] „nou” ~ neuve [nœv] „nouă”[13];
- între o consoană și absența ei: fr  il bat [il.bɑ] „(el) bate” ~ ils battent [il.bat] „(ei) bat”[13];
- între o vocală și o consoană: sr  beo „alb” ~ bela „albă”[16];
- alternanță vocalică și consonantică concomitentă: ro  carte ~ cărți[17].

### Morfologia și sintaxa
Forma cuvântului dată de anumite morfeme gramaticale pe care le cuprinde este unul din mijloacele de a exprima raporturi sintactice. De aceea, morfologia încearcă să sistematizeze relațiile dintre structura cuvintelor și funcțiile lor în propoziție. Este pregnant exemplul substantivelor și pronumelor care, cu anumite desinențe, exprimă anumite părți de propoziție.
De altfel, unele orientări lingvistice moderne nu separă morfologia de sintaxă, ci vorbesc despre morfosintaxă, care este în același timp descrierea regulilor structurii interne a cuvintelor și a regulilor combinării cuvintelor în sintagme și propoziții. Numărul substantivului, de exemplu, poate fi considerat o categorie morfosintactică. Pe de o parte, opoziția în număr ține de sintaxă, de pildă prin regulile de acord dintre subiect și predicat; pe de altă parte, categoria numărului ține de morfologie prin forma de cuvânt care o exprimă.

### Morfologia și lexicologia
Uneori, prin schimbarea formei cuvântului se creează o unitate lexicală nouă, prin:
- adăugarea unui afix:ro  a scrie → scriitor[20];
- schimbarea unui afix: hu  repül „zboară” → repdes „zburătăcește”[21];
- suprimarea unui afix: fr  attaquer „a ataca” → attaque „atac”[22];
- unirea a două sau mai multe cuvinte: cnr  śeverozapad „nord-vest”[23].

Pe baza rezultatului acestor procedee, adică al derivării (primele trei exemple) și al compunerii (al patrulea exemplu), acestea sunt tratate de unii lingviști în cadrul lexicologiei. Aceasta este în general orientarea în lingvistica românească. În alte lingvistici, aceste procedee sunt tratate în cadrul morfologiei, dat fiind că constau în schimbări de formă.
În unele lingvistici, formarea de cuvinte prin derivare și compunere este inclusă în gramatică, în capitol aparte, pe lângă morfologie și sintaxă, de exemplu în gramatici ale limbilor din diasistemul slav de centru-sud. Există și lucrări de lingvistică în care formarea de cuvinte este tratată și în capitolul de morfologie, și în cel de lexicologie. Sunt și lingviști care văd în formarea cuvintelor o ramură distinctă a lingvisticii.